# بلدرچین جنگلی رخ‌نواری
بلدرچین جنگلی رخ‌نواری (نام علمی: Odontophorus balliviani) نام یک گونه از سرده بلدرچین جنگلی است.